# Philippinozercon
Philippinozercon is een mijtengeslacht uit de familie van de Heterozerconidae. De wetenschappelijke naam van het geslacht werd voor het eerst geldig gepubliceerd in 2018 door Gerdeman, Garcia, Herczak en Klompen.

## Soorten
- Philippinozercon makilingensis Gerdeman, Garcia, Herczak & Klompen, 2018[1]